# جيان بيير فوينتيس
جيان بيير فوينتيس (بالإسبانية: Jean Pierre Fuentes)‏ (18 أكتوبر 1991 بليما في بيرو - ) هو مدرب كرة قدم ولاعب كرة قدم بيروفي في مركز الوسط. لعب مع أليانزا ليما وCobresol ‏ وUnión Comercio ‏.

## وصلات خارجية
- جيان بيير فوينتيس على موقع إي إس بي إن إف سي (الإنجليزية)
- جيان بيير فوينتيس على موقع قاعدة بيانات كرة القدم.إي يو (الإنجليزية)
- جيان بيير فوينتيس على موقع Soccerway.com (الإنجليزية)